# Book Citation Index
O Book Citation Index (BCI, BKCI) é um serviço de indexação de citações científicas baseado em assinatura online, mantido pelo Clarivate Analytics e faz parte da coleção principal do Web of Science. Foi lançado em 2011 e indexa mais de 60.000 livros selecionados editorialmente, a partir de 2005. Os livros no índice são textos acadêmicos eletrônicos e impressos que contêm artigos baseados em pesquisas originais e/ou resenhas dessa literatura.

## Conteúdo
O índice abrange livros de séries e não-séries, desde que incluam notas de rodapé completas e o índice tenha duas edições separadas, uma edição de Ciências e uma edição das Ciências Sociais e Humanas. A edição de Ciências abrange Física e Química, Engenharia, Computação e Tecnologia, Medicina Clínica, Ciências da Vida, Agricultura e Biologia. Atualmente, ambas as séries contêm apenas livros que datam de 2005.

## Recepção
Em seu livro de 2014, Beyond Bibliometrics: Harnessing Multidimensional Indicators of Scholarly Impact, Blaise Cronin e Cassidy R. Sugimoto observaram que "para a avaliação do impacto de campos baseados em livros, os bibliométricos precisam de um banco de dados com grande número de livros" e que, enquanto o Índice de Citação de Livros atendeu a essa necessidade, o Google Livros também cumpriu esse objetivo e não era apenas gratuito, mas era (na época) mais abrangente para análises bibliométricas. Um artigo de 2013 no Journal of the American Society for Information Science and Technology observou as oportunidades e limitações do índice. Ele declarou que "as limitações mais significativas para essa aplicação em potencial são o alto número de publicações sem informações de endereço, a inflação das publicações, a falta de citações acumuladas de diferentes níveis hierárquicos e a inconsistência nas citações entre a pesquisa de referência citada e o índice de citação do livro". Eles também declararam que o Índice de Citações de Livros foi "um primeiro passo para criar uma fonte de dados de citações confiável e necessária para monografias - uma questão muito desafiadora, porque, diferentemente de periódicos e anais de conferências, os livros têm requisitos específicos e vários problemas surgem não apenas em o contexto da classificação dos sujeitos, mas também em seu papel de publicações citadas e em citações de publicações".